# Hydractinia serrata
Hydractinia serrata is een hydroïdpoliep uit de familie Hydractiniidae. De poliep komt uit het geslacht Hydractinia. Hydractinia serrata werd in 1943 voor het eerst wetenschappelijk beschreven door Kramp. 